# Jason Williams
Jason Chandler Williams (ur. 18 listopada 1975 w Charleston, Wirginia Zachodnia) – amerykański koszykarz występujący na pozycji rozgrywającego. Mistrz NBA w 2006.

## Kariera zawodowa
Wybrany w pierwszej rundzie draftu w 1998 przez Sacramento Kings. W debiutanckim sezonie 1998/1999 zajął drugie miejsce w głosowaniu na debiutanta roku NBA.
W 2001 klub wymienił go, razem z Nickiem Andersonem, na Michela Bibbyego z Memphis Grizzlies. Z Grizzlies trafił w 2005 do Miami Heat. W 2006 zdobył z tym zespołem tytuł mistrza NBA. Latem 2008 uzgodnił warunki rocznego kontraktu z Los Angeles Clippers. Mimo to, we wrześniu 2008 ogłosił zakończenie kariery zawodowej. Po roku przerwy od zawodowego sportu został zawodnikiem Orlando Magic, z którymi 19 sierpnia 2009 podpisał kontrakt. Po niemalże dwóch sezonach spędzonych na Florydzie niezadowolony z roli trzeciego rozgrywającego Williams podpisał 19 lutego 2011 kontrakt z Memphis Grizzlies. 18 kwietnia 2011 Jason Williams ogłosił koniec kariery sportowej.
W początkowym okresie gry w NBA znany był z bardzo widowiskowego stylu gry, przede wszystkim z dużej liczby efektownych asyst. Po opuszczeniu Sacramento Kings, a zwłaszcza podczas gry w Miami Heat, znacząco zmienił swój styl gry, zaczął grać spokojniej i angażował się w obronę.

## Osiągnięcia
Na podstawie, o ile nie zaznaczono inaczej.
NBA
- Mistrz NBA (2006)
- Uczestnik Rising Stars Challenge (2000)
- Zaliczony do I składu debiutantów NBA (1999)[4]